# Dichagyris grisescens
Dichagyris grisescens är en fjärilsart som beskrevs av Otto Staudinger 1879. Dichagyris grisescens ingår i släktet Dichagyris och familjen nattflyn. Inga underarter finns listade i Catalogue of Life.